# サマ・マロロ
サマ・マロロ（Sama Malolo、1998年2月19日 - ）は、スーパーラグビー・パシフィック、モアナ・パシフィカに所属するラグビー選手。

## プロフィール
- ニュージーランド・オークランド出身。
- ポジションはフッカー(HO)。
- 身長 183cm、体重 109kg
- U20オーストラリア代表に選ばれたことがある。
- サモア代表キャップは13（2025年1月現在）でワールドカップ2023のサモア代表に選ばれた[1]。

## 略歴
パース・スピリット、レベルズを経て、2019年6月、サントリーサンゴリアス(現・東京サントリーサンゴリアス)に加入。同年8月、退団した。
翌2020年、ユタ・ウォリアーズに加入。
2022年、サンディエゴ・リージョンに加入。 
2024年、モアナ・パシフィカに加入。